# Axel A. Weber
Axel Alfred Weber (nacido el 8 de marzo de 1957) es un economista, profesor y banquero alemán. Enseñó en la Booth School of Business y es un miembro de la junta directiva y presidente de la Junta de Directores de UBS. Fue presidente del Deutsche Bundesbank y miembro del Consejo de gobierno del Banco Central Europeo del 30 de abril de 2004 al 30 de abril de 2011. Es miembro del Grupo de los Treinta.

## Educación
Weber nació en Kusel. Estudió economía y administración pública en la Universidad de Constanza de 1976 a 1982, y se graduó con una Maestría (Diplom) en economía.
Weber obtuvo un doctorado en economía de la Universidad de Siegen, en 1987. A partir de entonces, continuó con sus estudios científicos en el extranjero en la Universidad de Londres y en la Universidad de Tilburg. Entre 1992 y 1993, Weber pasó un año académico en Washington D. C., mientras daba clases. En 1994, Weber recibió su habilitación en Economía de la Universidad de Siegen, Alemania. Es doctor honoris causa por la Universidad de Duisburg-Essen, y la Universidad de Constanza.

## Carrera
De 1982 a 1988 Weber trabajó como asistente de investigación en el campo de la economía monetaria en la Universidad de Siegen , y obtuvo un doctorado en 1987. Después de obtener su habilitación en la Universidad de Siegen en 1994, fue nombrado profesor de Teoría Económica en la Universidad de Bonn y en 1998 se trasladó a la Universidad Goethe de Frankfurt. También fue director del Centro de Estudios Financieros en Frankfurt am Main a partir de 1998 a 2001 y del Centro de Investigación en finanzas en la Universidad de Colonia, de 2001 a 2004. En 2001 fue nombrado Profesor de Economía Internacional en la Universidad de Colonia, y de 2002 a 2004 fue miembro del Consejo alemán de Expertos Económicos. Desde el año 2002 hasta el 2011 fue miembro del panel de expertos del Deutsche Bundesbank. Weber también formó parte de la Junta de Directores del Banco de Pagos Internacionales (BIS), fue el gobernador alemán en el Fondo Monetario Internacional y miembro del G7 y G20 de ministros y gobernadores durante este tiempo. De 2010 a 2011 fue también miembro del Comités Ejecutivo de la Junta Europea de Riesgo Sistémico y el Consejo de Estabilidad Financiera. De 2011 a 2012 fue profesor visitante en la Booth School of Business.

### Bundesbank
Weber fue nombrado presidente del Deutsche Bundesbank por el ministro alemán de finanzas, Hans Eichel, como sucesor tras la dimisión de Ernst Welteke y fue elegido como miembro del Consejo de Gobierno del Banco Central Europeo en 2004. El 9 de febrero de 2011 Weber anunció que iba a renunciar a su presidencia del Bundesbank, con efectos desde el 30 de abril de 2011, un año antes de la expiración de su mandato. El movimiento fue visto para poder acceder a la candidatura para la presidencia del Banco Central Europeo para suceder a Jean-Claude Trichet desde el 1 de noviembre de 2011.

### Universidad de Chicago
Como profesor visitante, Weber impartió dos sesiones de tres horas cada una del curso «Banca central: teorías y hechos» desde otoño de 2011. Asistió al Simposio de Política Económica del Banco de la Reserva Federal de Kansas City en Moran cerca de Jackson Hole, Wyoming, durante el verano de 2011.

### UBS AG
Weber fue elegido para formar parte de la Junta de Directores del banco Suizo UBS AG durante la asamblea general anual celebrada el 3 de mayo de 2012 y de UBS Group AG, en noviembre de 2014. Reemplazó a Kaspar Villiger como presidente de la Junta de Directores. Este se anunció a mediados de 2011, cuando Villiger había previsto jubilarse en 2013.
Axel A. Weber ha presidido el comité de nombramientos y retribuciones desde 2012 y fue nombrado presidente del comité de gobierno corporativo en 2013.

### Otros mandatos e intereses
Actualmente es miembro de la junta de 
- el Consejo de Finanzas Suizo
- la Asociación Suiza de Banqueros,
- el IIF (Instituto de Finanzas Internacionales)
- la Conferencia Monetaria Internacional.[5]
- Junta Profesional de Servicios Financieros, Kuala Lumpur

Weber también sirve como un miembro de 
- el Grupo de los Treinta, Washington D. C.,
- la Junta de Síndicos de Avenir Suisse,
- la IMD de la Junta de la Fundación en Lausana,[6]
- el Europeo de Servicios Financieros de la mesa Redonda
- el Grupo Bancario Europeo
- el Panel Asesor Internacional de la Autoridad Monetaria de Singapur.

Es miembro de la Junta Asesora del Departamento de Economía de la Universidad de Zúrich, así como de la Zukunft Finanzplatz.
Weber es también presidente de la junta del DIW de Berlín.
A finales de 2015, fue galardonado con el título de "Banquero europeo del Año 2014" en Alemania por la Asociación Internacional de Periodistas Económicos llamada el Grupo de 20+1.